# Elisabeth Dreisbach
Elisabeth Dreisbach (auch: Elisabeth Sauter-Dreisbach; * 20. April 1904 in Hamburg; † 14. Juni 1996 in Bad Überkingen) war eine deutsche Erzieherin, Missionarin und Schriftstellerin.

## Leben
Elisabeth Dreisbach absolvierte – unterbrochen von einer schweren Erkrankung – eine Ausbildung zur Erzieherin in Königsberg und Berlin. Sie war anschließend auf dem Gebiet der Sozialarbeit tätig. Später besuchte sie die Ausbildungsschule der Heilsarmee – der ihre Eltern angehört hatten – wechselte dann aber zur Evangelischen Landeskirche in Württemberg, für die sie in den Bereichen Innere Mission und Evangelisation wirkte. Nach dem Ende des Zweiten Weltkrieges gründete Dreisbach in Geislingen an der Steige ein Heim für Flüchtlingskinder, in dem im Laufe der Jahre 1500 Kinder betreut wurden. Dreisbach lebte zuletzt in Bad Überkingen.
Elisabeth Dreisbach war neben ihrer sozialen und missionarischen Tätigkeit Verfasserin zahlreicher Romane und Erzählungen – teilweise für Kinder und Jugendliche –, die geprägt waren vom sozialen Engagement und vom christlichen Glauben der Autorin.

## Werke
- Olivchen und der Spiegel, Stuttgart 1931
- Die geheimnisvolle Truhe, Stuttgart 1935
- Einer Liebe Opferweg, Stuttgart 1935
- Schnabel, Stuttgart 1935
- Wie Hannelore klein wurde, Stuttgart 1935
- Ein heilsamer Sturz, Stuttgart 1936
- "Tick-tack" und sein Freudenlicht, Stuttgart 1936
- Wege im Schatten, Stuttgart 1936
- Doch recht geführt, Stuttgart 1937
- Das Kreuz der Patin, Stuttgart 1937
- Das Licht siegt, Stuttgart 1937
- Onkel Fridolin, Stuttgart 1937
- Ganz wie Mutter, Stuttgart 1938
- Veronikas Heimatdienst, Neumünster 1938
- Wilhelma und ihre Gäste, Stuttgart 1938
- Brigitte und das Kind, Stuttgart 1939
- Das Mädchen aus dem Hinterhaus, Stuttgart 1939
- Sperlings Kinder in der Fremde, Stuttgart 1939
- Annegret kommt in die Fremde, Stuttgart 1940
- Jockeli!, Stuttgart 1940
- Die Lasten der Frau Mechthild, Stuttgart 1940
- Das Reiseandenken, Stuttgart 1940
- Des Erbguts Hüterin, Stuttgart 1941
- Die Zugezogenen, Stuttgart 1941
- Steffa Matt, Stuttgart 1947
- Susanne stellt sich um, Stuttgart-W. 1948
- Der kleine Peter und die großen Taten, Neumünster 1949
- … und dennoch erfülltes Leben, Stuttgart 1949
- Vom häßlichen Jettchen, das doch eine Schönheit war und andere Erzählungen, Stuttgart 1949
- Das ausgeliehene Brüderlein, Stuttgart 1950
- Die Schuldkiste, Stuttgart 1950
- Es wird ein Schwert durch deine Seele dringen, Stuttgart 1951
- Die Kinder von Markeden, Stuttgart 1951
- Cornelia erlebt Oberammergau, Stuttgart 1952
- Das vergessene Weihnachtslicht, Bethel bei Bielefeld 1952
- Weihnachtszauber, Bethel bei Bielefeld 1952
- Alles geht schief, Stuttgart-W. 1953
- Herz zwischen Dunkel und Licht, Stuttgart-Sillenbuch 1953
- Der Kläff und die Hintergasse 74, Stuttgart 1953
- Martina sorgt für Weihnachten, Bethel bei Bielefeld 1953
- Ilse Mack und ihre Mädchen, Stuttgart 1954
- Sterna, Bethel bei Bielefeld 1954
- Heilige Schranken, Stuttgart 1955
- Der Löcherkuchen, Stuttgart 1955
- Aus dem Alltag für den Alltag, Stuttgart-Sillenbuch 1956 (zusammen mit Martl Lang-Sommer)
- … und alle warten, Stuttgart 1956
- Und so was nennt sich Ferien!, Stuttgart-Sillenbuch 1956
- Der dunkle Punkt, Stuttgart 1958
- Isa, wohin führt dein Weg?, Stuttgart-Sillenbuch 1958
- Die Versuchung der Chiara Frohmut, Stuttgart 1959
- Wenn sie wüßten …, Stuttgart 1960
- Große Not im kleinen Kaufhaus und anderes, Stuttgart 1961
- Glied in der Kette, Stuttgart 1962
- … als flögen wir davon, Stuttgart 1963
- Du hast mein Wort, Stuttgart 1964
- … daß Treue auf der Erde wachse, Stuttgart 1965
- Das letzte Licht, Stuttgart 1965
- Bückling und die Krummhölzer, Stuttgart 1966
- … und haschen nach Wind, Stuttgart 1966
- Was dein Herz wünscht, Stuttgart 1967
- Ein Brand aus dem Feuer, Wuppertal-Barmen 1968
- Und keiner sah den Engel, Stuttgart 1968
- Lisettens Tochter, Stuttgart 1969
- Alle deine Wasserwogen, Stuttgart 1970
- Die zerrissene Handschrift, Stuttgart 1971
- Der entgleiste Posaunenengel, Stuttgart 1972
- In Gottes Terminkalender, Stuttgart 1972
- Verborgene Schuld, Stuttgart 1972
- Kleiner Himmel in der Pfütze, Stuttgart 1973
- Dennoch in Gottes Händen, Stuttgart 1974
- Eine Hand voll Ruhe, Stuttgart 1974
- Das verborgene Brot, Stuttgart 1975
- Was dir vor die Hände kommt, Stuttgart 1977
- Ich aber meine das Leben, Stuttgart 1979
- Liebe ist immer stärker, Stuttgart 1981
- Ein Freund wie du, Stuttgart 1983
- Der Sand soll blühen, Stuttgart 1985
- … aber die Freude bleibt, Stuttgart 1987
- Gott ließ mich nie allein, Stuttgart 1996
- Hotel Rosenhain, Stuttgart 1997
- Weihnachten mit Elisabeth Dreisbach, Stuttgart 2001